# دهستان زهرای پائین
دهستان زهرائ پایین نام دهستانی در بخش مرکزی شهرستان بوئین‌زهرا، استان قزوین در ایران است. براساس سرشماری مرکز آمار ایران در سال ۱۳۸۵، جمعیت آن ۸٬۹۴۸ نفر (۲٬۰۸۲ خانوار) بوده‌است.